# Ecolabel

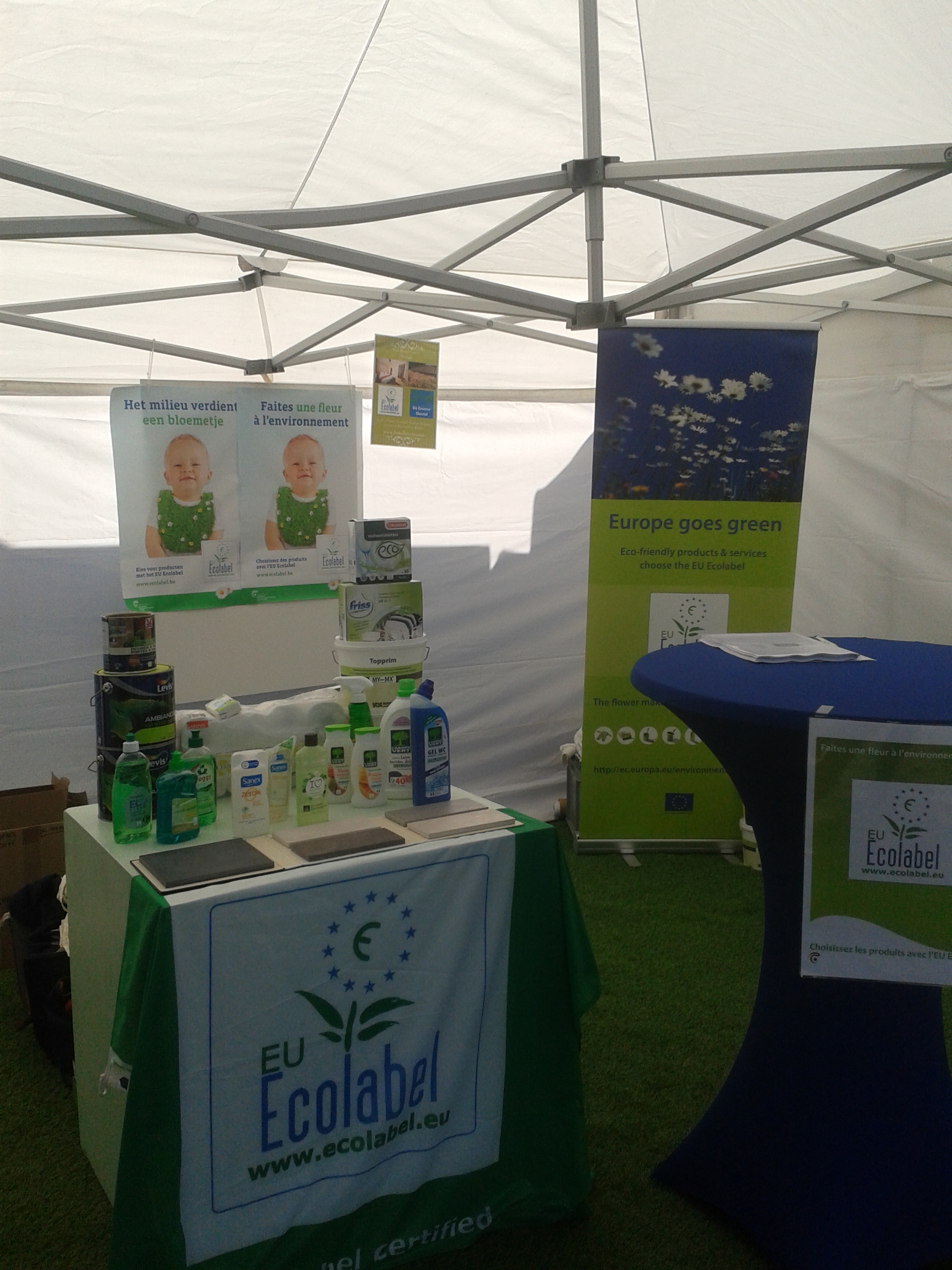
Promotie van het EU Ecolabel in België

Een ecolabel is een keurmerk dat wordt toegekend aan producten of diensten die minder milieubelastend zijn dan kwalitatief vergelijkbare producten of diensten, op basis van een aantal vooraf bepaalde criteria. Men spreekt dan vaak over een "milieuvriendelijk" of "groen" product.

## Toekenning
Een ecolabel wordt in de regel verleend door een onafhankelijke instelling of een overheidsinstantie. De producent die een ecolabel wenst te verkrijgen voor een naar zijn mening milieuvriendelijk product, kan een aanvraag richten aan deze instantie. Deze analyseert dan de milieu-impact van het product of de dienst "van wieg tot graf", dat wil zeggen gedurende de ganse levenscyclus van grondstof, productie, distributie, gebruik, tot en met de eventuele verwijdering.
Producten met een ecolabel zijn herkenbaar aan een speciaal logo op het product of de verpakking.

## Diverse keurmerken & labels
In diverse landen zijn er (nationale) ecolabelsystemen in gebruik, onder meer de volgende:
- Nederland: Milieukeur. Het Nederlandse ecolabel (logo: een hand met een stempel) "Milieukeur" wordt toegekend door SMK (voorheen Stichting Milieukeur) in Den Haag. Ook On the way to PlanetProof is een type 1 ecolabel, ontwikkeld en beheerd door SMK.
- Caraïben: Caribbean Style Ecolabel. Het ecolabel wordt toegekend door de organisatie Caribbean Style te Amsterdam.
- Duitsland: Umweltzeichen "Der Blaue Engel".
- Scandinavië (Finland, Zweden, Denemarken en Noorwegen): "Nordic Swan".
- Frankrijk: "Marque NF Environnement".

## Commerciële keurmerken & labels
Ook diverse producenten kennen 'groene labels', 'eco labels' of 'milieu bewust labels' toe aan eigen producten in een poging de consument te overtuigen een bepaald product te kiezen. De laatste jaren groeit de steun voor een richtlijn voor keurmerken en labels.

## Europees Ecolabel
De Europese Unie heeft in 1992 ook een ecolabel ingevoerd: het Europees ecolabel. Dit label is van toepassing op diverse diensten en producten binnen de Europese Unie. Dit moet de wildgroei aan labels en de criteria die hiermee gepaard gaan, ondervangen.